# Verbandsgemeinde Pirmasens-Land
La comunità amministrativa di Pirmasens-Land (Verbandsgemeinde Pirmasens-Land) si trova nel circondario del Palatinato Sudoccidentale nella Renania-Palatinato, in Germania.

## Comuni
Fanno parte della comunità amministrativa i seguenti comuni:
| Comune, città                   | Sup. (km²) | Abitanti |
| ------------------------------- | ---------- | -------- |
| Bottenbach                      | 6,15       | 735      |
| Eppenbrunn                      | 34,02      | 1 297    |
| Hilst                           | 3,38       | 315      |
| Kröppen                         | 10,50      | 700      |
| Lemberg                         | 58,19      | 3 708    |
| Obersimten                      | 2,26       | 623      |
| Ruppertsweiler                  | 4,78       | 1 505    |
| Schweix                         | 3,73       | 280      |
| Trulben                         | 7,36       | 1 151    |
| Vinningen                       | 12,65      | 1 670    |
| Verbandsgemeinde Pirmasens-Land | 143,03     | 11 984   |

(Abitanti al 31 dicembre 2021)